# Cerdale ionthas
Cerdale ionthas är en fiskart som beskrevs av Jordan och Gilbert 1882. Cerdale ionthas ingår i släktet Cerdale och familjen Microdesmidae. IUCN kategoriserar arten globalt som otillräckligt studerad. Inga underarter finns listade i Catalogue of Life.